# Collonges-sous-Salève
Collonges-sous-Salève és un municipi francès situat al departament de l'Alta Savoia i a la regió d'Alvèrnia-Roine-Alps. L'any 2007 tenia 3.569 habitants.

## Demografia

### Població
El 2007 la població de fet de Collonges-sous-Salève era de 3.569 persones. Hi havia 1.644 famílies de les quals 660 eren unipersonals (364 homes vivint sols i 296 dones vivint soles), 408 parelles sense fills, 424 parelles amb fills i 152 famílies monoparentals amb fills.
La població ha evolucionat segons el següent gràfic:
Habitants censats

### Habitatges
El 2007 hi havia 2.143 habitatges, 1.669 eren l'habitatge principal de la família, 315 eren segones residències i 159 estaven desocupats. 891 eren cases i 1.242 eren apartaments. Dels 1.669 habitatges principals, 966 estaven ocupats pels seus propietaris, 664 estaven llogats i ocupats pels llogaters i 39 estaven cedits a títol gratuït; 125 tenien una cambra, 323 en tenien dues, 335 en tenien tres, 328 en tenien quatre i 558 en tenien cinc o més. 1.322 habitatges disposaven pel capbaix d'una plaça de pàrquing. A 893 habitatges hi havia un automòbil i a 673 n'hi havia dos o més.

### Piràmide de població
La piràmide de població per edats i sexe el 2009 era:
| Homes | Edats   | Dones |
| ----- | ------- | ----- |
| 0     | 95 o +  | 8     |
| 4     | 90 a 94 | 0     |
| 4     | 85 a 89 | 20    |
| 8     | 80 a 84 | 24    |
| 40    | 75 a 79 | 28    |
| 32    | 70 a 74 | 40    |
| 44    | 65 a 69 | 44    |
| 60    | 60 a 64 | 64    |
| 92    | 55 a 59 | 120   |
| 124   | 50 a 54 | 112   |
| 136   | 45 a 49 | 132   |
| 100   | 40 a 44 | 120   |
| 112   | 35 a 39 | 136   |
| 156   | 30 a 34 | 140   |
| 144   | 25 a 29 | 120   |
| 88    | 20 a 24 | 108   |
| 80    | 15 a 19 | 128   |
| 96    | 10 a 14 | 104   |
| 112   | 5 a 9   | 96    |
| 100   | 0 a 4   | 96    |

## Economia
El 2007 la població en edat de treballar era de 2.568 persones, 1.996 eren actives i 572 eren inactives. De les 1.996 persones actives 1.855 estaven ocupades (976 homes i 879 dones) i 141 estaven aturades (72 homes i 69 dones). De les 572 persones inactives 120 estaven jubilades, 231 estaven estudiant i 221 estaven classificades com a «altres inactius».

### Ingressos
El 2009 a Collonges-sous-Salève hi havia 1.506 unitats fiscals que integraven 3.173 persones, la mediana anual d'ingressos fiscals per persona era de 29.933 €.

### Activitats econòmiques
Dels 134 establiments que hi havia el 2007, 3 eren d'empreses alimentàries, 3 d'empreses de fabricació d'altres productes industrials, 16 d'empreses de construcció, 33 d'empreses de comerç i reparació d'automòbils, 6 d'empreses de transport, 15 d'empreses d'hostatgeria i restauració, 4 d'empreses d'informació i comunicació, 6 d'empreses financeres, 12 d'empreses immobiliàries, 16 d'empreses de serveis, 12 d'entitats de l'administració pública i 8 d'empreses classificades com a «altres activitats de serveis».
Dels 36 establiments de servei als particulars que hi havia el 2009, 1 era una oficina de correu, 2 oficines bancàries, 3 tallers de reparació d'automòbils i de material agrícola, 1 autoescola, 1 paleta, 4 guixaires pintors, 3 fusteries, 1 lampisteria, 4 perruqueries, 2 veterinaris, 8 restaurants, 3 agències immobiliàries, 1 tintoreria i 2 salons de bellesa.
Dels 12 establiments comercials que hi havia el 2009, 1 era un hipermercat, 1 una gran superfície de material de bricolatge, 2 botiges de menys de 120 m², 2 fleques, 2 carnisseries i 4 floristeries.

## Equipaments sanitaris i escolars
L'únic equipament sanitari que hi havia el 2009 era una farmàcia.
El 2009 hi havia 1 escola maternal i 3 escoles elementals. A Collonges-sous-Salève hi havia 1 col·legi d'educació secundària, 1 liceu d'ensenyament general i 1 liceu tecnològic. Als col·legis d'educació secundària hi havia 76 alumnes, als liceus d'ensenyament general n'hi havia 49 i als liceus tecnològics 262.
```
Disposava de 2 centres d'ensenyament general superior privat.
```

## Poblacions més properes
El següent diagrama mostra les poblacions més properes.